# Albrecht von Pecatel

Wappen v. Pecatel

Albrecht von Pecatel (* unbekannt; † nach 1395), „der Ältere“, gehörte zum mecklenburgischen Adelsgeschlecht derer von Pecatel.
Während des dänisch-mecklenburgischen Erbfolgekrieges (um 1376–1395) half Albrecht die Stadt Stockholm besetzt zu halten. Im Jahr 1394 eroberte er mit Hilfe der Vitalienbrüder die Insel Gotland. Bis zur Invasion Erichs, Herzog von Mecklenburg, 1395 neutralisierten sich Albrecht und sein dänischer Widersacher Sven Sture gegenseitig.